# Uarini
Uarini este un oraș în unitatea federativă Amazonas (AM) din Brazilia.